# Rada katedrály sv. Víta
Rada katedrály sv. Víta dohlíží na provoz katedrály a vyjadřují se k záměrům, které se jí týkají. Byla utvořena v květnu 2010 na základě dohody Václava Klause a Dominika Duky a poprvé se sešla 11. ledna 2011. Tvoří ji držitelé klíčů od Korunní komory, v níž jsou uloženy české korunovační klenoty, tedy:
- prezident České republiky
- předseda vlády České republiky
- pražský arcibiskup
- předseda Poslanecké sněmovny Parlamentu České republiky
- předseda Senátu Parlamentu České republiky
- probošt Metropolitní kapituly u sv. Víta v Praze
- primátor hlavního města Prahy